# August Futterer
August Futterer (* 10. Mai 1865 in Mondfeld; † 20. Mai 1927 in München) war ein deutscher Zeichner.
Futterer absolvierte von 1881 bis 1884 eine Ausbildung an einer Kunstgewerbeschule, danach lernte er an der Münchener Kunstakademie bei Nicolaus Gysis und Gabriel von Hackl. 1893 begann er für die Meggendorfer-Blätter zu arbeiten. Im Jahr 1899 nahm er an einer internationalen Grafikausstellung in Nizza teil. 1912 wurden er und sein Bruder Josef Futterer zu Ehrenbürgern Mondfelds ernannt, wo sie eine Stiftung gründeten.
August Futterer starb im Alter von 62 Jahren in München an einer Rippfellentzündung.